# صومعه مریم مقدس (آگولیس)
صومعه مریم مقدس (آگولیس) (ارمنی: Սուրբ Աստվածածին վանք (Ագուլիս)؛ Սուրբ Աստվածածին անապատ, Մեծ Սուրբ Աստվածածին վանք) یک صومعه متعلق به کلیسای حواری ارمنی واقع در شهر آگولیس بالا،  جمهوری خودمختار نخجوان، جمهوری آذربایجان می‌باشد. ساخت و ساز این ساختمان در سده ۱ام میلادی؛ به پایان رسید. این بنا به سبک معماری ارمنی طراحی شده است.